# Juba II
Juba II, född 52 f.Kr., död 23 e.Kr, var kung av Numidien och Mauretania.
Juba II var son till föregångaren på tronen, Juba I av Numidien. Juba II fördes av Julius Caesar till Rom, där han fick sin uppfostran. Senare blev han på Augustus tillskyndan gift med en dotter till Marcus Antonius och Kleopatra, Kleopatra Selene II, samt år 25 f.Kr. fick en del av Numidien, senare Mauretania, till rike. Han gjorde sig fördelaktigt känd genom skrifter med historiskt och geografiskt innehåll.

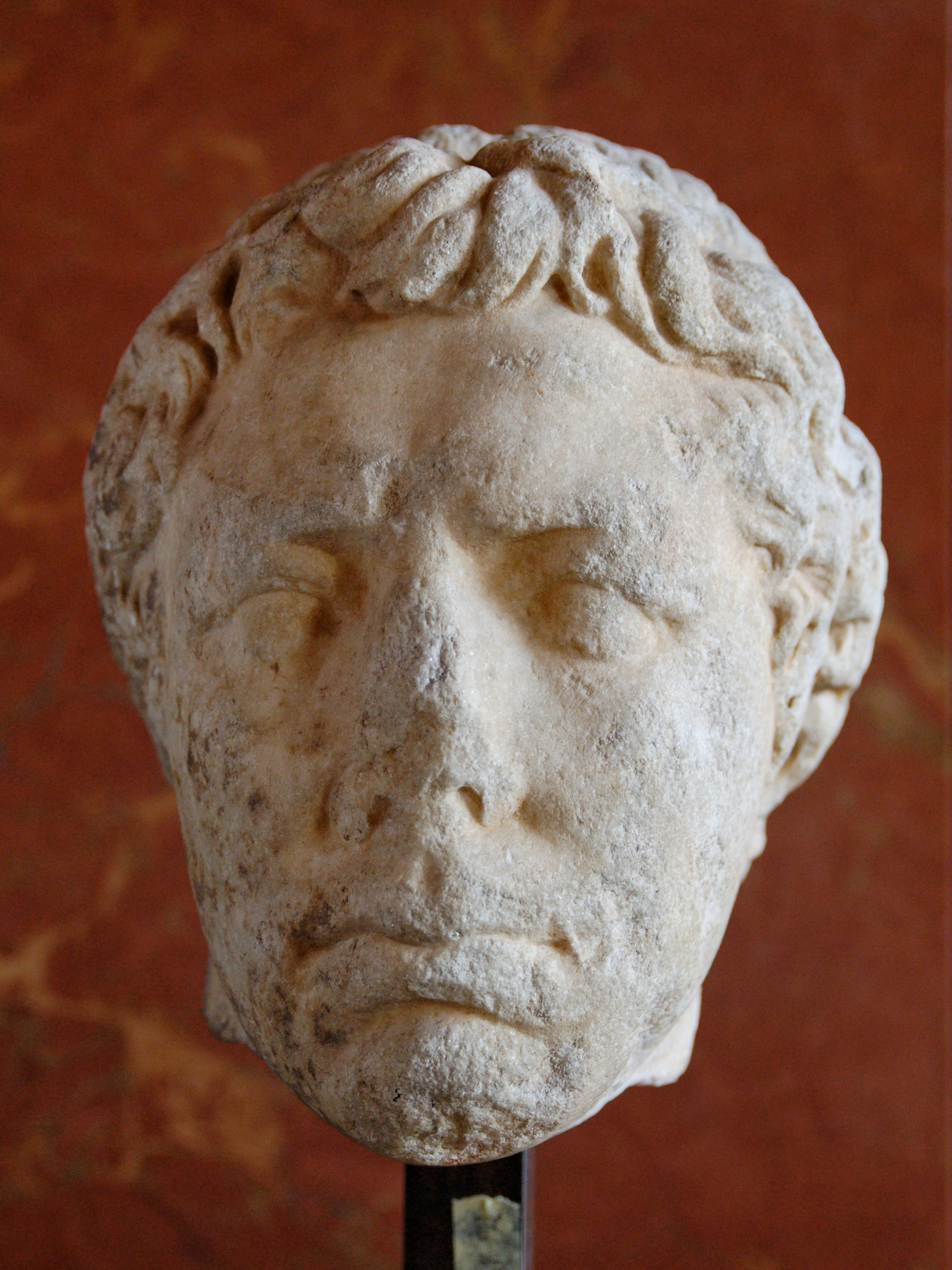
Byst av Juba II. Originalet finns på Louvren i Paris.